# Гадюка Орлова
Гадюка Орлова (Vipera orlovi) — отруйна змія, родини гадюкових (Viperidae), названа на честь російського герпетолога, Миколи Люциановича Орлова, який відзначився значним внеском у справу дослідження кавказьких гадюк. Ендемік гір Великого Кавказу на території Краснодарського краю, Росії.

## Поширення
Ендемічний вид. Мешкає в Краснодарському краї на обох схилах, найнижчої, північно-західної частини Великого Кавказу, від гори Папай на заході, до вершини Великої Псеушхо на сході, на висотах від 450 до 950 метрів над рівнем моря. Населяє різноманітні  середземноморські та субсередземноморські ландшафти, від інтразональних лук у руслах річок, до остепнених лук і екотонів ялівцевих лісів.

## Опис
Гадюка Орлова відносно невеликий представник свого роду, максимальна довжина становить близько 45 см, залежно від статі (самці більші за самок). Максимальна довжина хвоста становить 7 см (хвости самців довші). Колір спини переважно коричневий, також зустрічаються зелено-сірі, жовто-сірі, рожево-коричневі та червоно-коричневі екземпляри. Зигзагоподібний малюнок на спині зазвичай темно-коричневий з чорною і жовтою окантовкою. Черево чорне, зі світлими плямами. Нижня частина хвоста темна, кінчик забарвлений жовтими тонами. Щитки по краю верхньої сторони голови та верхньогубні щитки (іноді лише задні) білі або світло-бежеві. Молоді особини рожево-бежеві, сіро-коричневі або інтенсивно червоні. Довжина тулуба від 13 до 17,5 см, довжина хвоста - від 1,6 до 3,2.